# 相良駅
相良駅（さがらえき）は、かつて静岡県榛原郡相良町（現・牧之原市）大江にあった静岡鉄道駿遠線の駅である。

## 当時の様子
榛南地区では川崎町と並んで人口の多かった相良町の玄関駅であり、乗降客は多かったが、中心街の相良や福岡とは、萩間川を挟んだ対岸にあった。
駅の本屋は瓦葺に羽目板張りの小さな建物でプラットホームは縁が石畳だったが、車両工場があるなど駿遠線基準では大きな駅で、旧中遠鉄道区間との接続区間廃止（1964年）以後は相良―堀野新田の列車も朝夕しかないので、昼間は駅前から鉄道代行バスがでていた。駅の裏側は留置線になっていたが、比喩でなく水田の畔ぎりぎりの位置にあり、線路のふちに勾配を設ける余裕がないので枕木と杭で土止めがされていた。

## 現在の様子
駅のあったあたりは廃止後は住宅地に転用された。民家が点在するが、荒れ地が多く、当時よりむしろ寂しくなっているほどである。

## 隣の駅
静岡鉄道駿遠線
太田浜駅 - 相良駅 - 新相良駅